# Diga di Turtmann
La diga di Turtmann è una diga ad arco situata in Svizzera, nel canton Vallese, nel comune di Oberems.

## Descrizione
Inaugurata nel 1958, ha un'altezza di 32 metri e il coronamento è lungo 110 metri. Il volume della diga è di 3.000 metri cubi.
Il lago creato dallo sbarramento ha un volume massimo di 0,8 milioni di metri cubi, una lunghezza di 200 m e un'altitudine massima di 2177 m s.l.m. Lo sfioratore ha una capacità di 60 metri cubi al secondo.
Le acque del lago vengono sfruttate dall'azienda Rhonewerke AG.